# William Carnimolla
William Carnimolla, né le 28 janvier 1980 à Perpignan (Pyrénées-Orientales), est un styliste, mannequin, et animateur de l'émission Belle toute nue sur M6 de 2008 à 2012.

## Biographie
Il a toujours été passionné par la mode. C'est à l'âge de 16 ans qu'il tente sa chance à Paris au côté des plus grands créateurs. Thierry Mugler sera le premier à lui donner sa chance.[réf. nécessaire]
En 1997, il devient mannequin et participe aux défilés de marques telles que Miu Miu, Yves Saint Laurent, Moschino, Fendi ou encore Dior[réf. nécessaire]. En 2005, aux côtés du top model Gisele Bündchen, il participe aussi au spot de pub du parfum Dolce & Gabbana « The One », réalisé par Jean-Baptiste Mondino.
En 2004, Gabriel Aghion lui confie un second rôle dans le film Pédale dure. Il passe également sur Canal+, aux côtés de Mademoiselle Agnès[réf. nécessaire], puis en 2004 dans Nous ne sommes pas des anges. Il devient par la suite chroniqueur régulier sur l'émission Le Set de Pink TV.
De décembre 2008 à mai 2012 il présente l’émission Belle toute nue sur M6, où il conseille des femmes en surpoids pour leur redonner confiance. Il est à ce titre nommé à la 5e cérémonie des Gérard de la télévision, dans la catégorie « Gérard de l'animateur qui s'est trompé de métier ». Il est à nouveau nommé en 2013, pour un « Gérard du quota ». 
Il quitte M6 en mai 2012, pour monter d'autres « projets dans la mode » selon M6 ou à cause d'un « comportement ingérable » selon le site de presse PureMédias. Il participe ensuite à l'émission Pékin Express : Le Passager mystère sur M6, en 2012. Il revient en octobre 2015 sur la chaîne de télévision June avec 10 épisodes de l'émission Oh My Mode où 
il est « dénicheur de talents ». Il passe également en 2016 dans une émission de Touche pas à mon poste !.
Il est concepteur et styliste d'une collection capsule de quelques pièces de la collection mariage des magasins Tati pendant deux ans, ainsi que d'autres pour Taillissime, ligne de vêtements grandes tailles de la marque Castaluna.
il a été aperçu dans la dernière saison de la Star Academy en était le styliste du chorégraphe Yannis Marshall 

## Publication
- Démentes ! Mes secrets mode à oser et assumer, Neuilly-sur-Seine, France, Éditions Michel Lafon, 2013, 250 p., avec Muriel Graindorge  (ISBN 978-2-7499-1874-7)